# Edvi Illés Aladár (gépészmérnök)
Edvi Illés Aladár (Kapuvár, 1858. január 6. – Budapest, Józsefváros, 1927. április 24.) gépészmérnök, műegyetemi tanár, államtitkár.

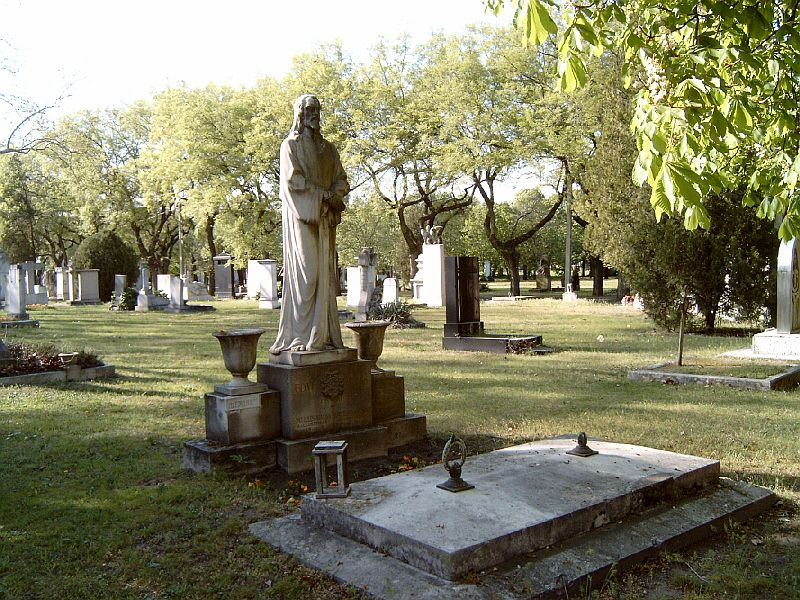
Sírja a Fiumei úti sírkertben (11-1-28). Alkotó: Tatár Dezső (1900–1874) szobrász

## Élete
Edvi Illés Gedeon ügyvéd és Maitz Erzsébet fia. Középiskoláit a soproni evangélikus líceumban kezdte, melynek IV. osztályából átlépett a reáliskola IV. osztályába. 1874-tól 1876-ig a budapesti Királyi József Műegyetem első két évfolyamát látogatta; 1876-ban önkéntes lett és a tiszti vizsga letétele után tanulmányait a Müncheni Műszaki Főiskola gépészmérnöki szakosztályában folytatta. Amikor az 1877-78. tanévet befejezte, kiütött a boszniai háború, kénytelen volt visszatérni és a hadjárat befejezte után még három hónapig maradt Boszniában. 1879-ben Aachenbe utazott és az ottani műegyetem gépészmérnöki szakosztályába iratkozott be, ahol 1880-ban vizsgálatot tett. Gyakorlati működését a Ganz és Társa cég budapesti gépgyárában kezdte el, ahonnét 1882-ben a budapesti állami ipariskola kötelékébe lépett át és a nevezett intézet fémvasipari szakosztályában eleinte mint tanársegéd, 1884-től mint tanár működött. Ő korszerűsítette ezt az intézményt és emelte annak színvonalát. 1902-től az iparfejlesztő műszaki osztály vezetésével bízták meg a Kereskedelmi Minisztériumban. A műegyetemen rendkívül tanárként tartott előadásokat Magyarország iparáról. Szakirodalmi munkásságában közgazdasági, ipari, technológiai és technikatörténeti kérdésekkel foglalkozik. 1891-ben a Mérnök Egylet A krómvas és a krómacél című tanulmányáért Hollán-pályadíjjal jutalmazta. Halálát szívizomelfajulás okozta. Felesége Szegő Erzsébet volt.

## Újságírói munkássága
Cikkei a következő szakfolyóiratokban jelentek meg: Építési Ipar (1884. Felsőmagyarország kis vasipara, a Technologiai Lapokban is. 1885. A takaréktűzhelyek és Bádogos iparunk az országos kiállításon, 1886. Ujabb closet- és pissoir-berendezések), a Gazdasági Mérnökben (1885. A diósgyőri vas- és aczélgyár, A magyar műlakatos ipar), a Technologiai Iparmúzeum Közleményeiben (1885-86. A fémipar az országos kiállításon), a Magyar Mérnök- és Építész-Egylet Közlönyében) 1889. A vas története közép és éjszak Európában a népvándorlásig és a középkorban. 1890. A karbon alakja a vasban, A krómvas és krómaczél, A folyasztott vas használata a kazángyártásban külföldön; ezen cikkeket az egylet választmánya 50 arannyal jutalmazta 1891. Az elektrolizis munkája, 1892. A vasöntés gyermekévei), a Technologiai Lapokban (1889. Bányászat és kohászat a párisi világkiállításon. Műöntvények, Ujabb ötvözetek és Uo. A petroleumlámpák robbanásáról, Vasgyártmányok osztályozása, Ujabb gázlángzók, Önműködő vízcsapok, A vízfogyasztás kérdéséhez. A villámhárító kapcsolása gáz- és vízvezetékkel, 1890. Selyemiparunk, Régi magyar műszavak, Az aluminium, A Mannesmann-féle csövek gyártása, 1891. Greiner kupola-kemenczéi, A fém megmunkáló gépek munkaideje), a Természettudományi Közlönyben (1889. A párisi kiállítás színes szökőkútjai, A vas az ó- és középkorban, Az aluminium jelene és jövője, 1890. A csavart csövek gyártása, Erőátvitel sűrített levegővel, A cink multja és jelene, 1891. A pygmaeusok regéje), a Természettudományi társulat Emlékkönyvében (1892. Az elektrolizis ipari fontossága.)
Szerkesztette a Magyar Mérnök- és Építész-Egylet Közlönyét 1891 augusztusától 1917-ig.
Az 1893-1899 között megjelent Elektrotechnika c. szakkönyv-sorozat több részét (a galvánelemek, akkumulátorok, galvanostegia és plasztika, villamos koholás) ő írta, és részt vett A Pallas nagy lexikona fém- és vasipari technológiának és a technológusok életrajzának megírásában.

## Munkái
- Closetek és pissoirok (Budapest, 1886);
- Aluminium (Budapest, 1891);
- A középkor vasművessége (I–II., Budapest, 1896);
- A reneszánsz korának vasművessége (Iparosok olvasótára, III. évfolyam 8. szám, Budapest, 1897);
- A XVII–XIX. század vasművessége (Iparosok olvasótára, IV. évfolyam 2–3. szám, Budapest, 1898);
- Vastechnológia (Budapest, 1900);
- L'industrie des mines de fer et hauts-fourneaux de Hongrie (Budapest, 1900) Online
- A magyar korona országainak gyáripara az 1906. évben (Budapest).